# Karoola
Karoola är en ort i Australien. Den ligger i kommunen Launceston och delstaten Tasmanien, i den sydöstra delen av landet, omkring 180 kilometer norr om delstatshuvudstaden Hobart.
Närmaste större samhälle är Invermay, omkring 16 kilometer söder om Karoola. 
I omgivningarna runt Karoola växer i huvudsak städsegrön lövskog. Runt Karoola är det mycket glesbefolkat, med 2 invånare per kvadratkilometer. Genomsnittlig årsnederbörd är 1 078 millimeter. Den regnigaste månaden är augusti, med i genomsnitt 150 mm nederbörd, och den torraste är januari, med 35 mm nederbörd.